# Formule 20 de Kuder-Richardson
Pour les articles homonymes, voir Kuder et Richardson.
La formule 20 de Kuder-Richardson, le plus souvent simplement appelée KR-20, est une statistique utilisée notamment en psychométrie dans le contexte de l’estimation de la fidélité du score à un test. La formule 20 de Kuder et Richardson est publié pour la première fois en 1937 ; elle s’apparente au coefficient alpha de Cronbach, dont elle constitue un cas particulier : tandis que le KR-20 s’applique uniquement au cas d’items dichotomiques (items qui ne présentent que deux valeurs possibles), l’alpha de Cronbach convient à la fois au cas d’items dichotomiques et à celui d’items non dichotomiques.

## Définition
{\displaystyle K\!R_{20}={\frac {k}{k-1}}\left(1-{\frac {\sum _{i=1}^{k}{p_{i}q_{i}}}{s_{X}^{2}}}\right).}
où {\displaystyle k} est le nombre d’items, {\displaystyle s_{X}^{2}} est la variance du score total, {\displaystyle p_{i}} est la proportion de bonnes réponses à l’item {\displaystyle i} et {\displaystyle q_{i}} est la proportion de mauvaises réponses à l’item {\displaystyle i} (et donc égal à {\displaystyle 1-p_{i}}). Le produit {\displaystyle p_{i}q_{i}} correspond à la variance d’une variable dichotomique dont les deux valeurs possibles sont zéro et un. 
Appliqués aux mêmes données, la formule 20 de Kuder-Richardson et l’alpha de Cronbach produisent des résultats numériquement identiques.